# Ausgleichweiher Buchenhofen
Der Ausgleichsweiher Buchenhofen war ein Aufstau der Wupper im Wuppertaler Ortsteil Buchenhofen. 
Errichtet um die Wende zum 20. Jahrhundert war der Ausgleichweiher zu dieser Zeit nach der Stauanlage Dahlhausen und dem Ausgleichweiher Beyenburg der dritte große Aufstau im Lauf der Wupper. Er besaß einen Stauinhalt von 66.000 m³ und diente über Nacht der Speicherung von Wasser, das am Tage gleichmäßig für den Betrieb von flussabwärts liegenden Wassertriebwerken wie das Bergische Elektrizitätswerk bei Müngsten wieder abgelassen wurde. Der Ablass betrug 1.500 Liter pro Sekunde bei einer Ablasszeit von täglich 14,5 Stunden. Ein Wärter bediente den Ablass und entsorgte mit dem Fluss angespülte Gegenstände.
Der Ausgleichsweiher bestand bis zur Mitte des 20. Jahrhunderts und musste schließlich der sich ausbreitenden Wuppertaler Großkläranlage Buchenhofen weichen. Die Wupper wurde ab 1960 in diesen Bereich verlegt, so dass das geschrumpfte Becken bis 1980 nur noch als Vorbecken der der Kläranlage angegliederten Schlammteiche diente.